# Kieran Dowell
Kieran O'Neill Dowell (Ormskirk, Inglaterra, 10 de octubre de 1997) es un futbolista inglés. Juega de centrocampista y su equipo es el Rangers F. C. de la Scottish Premiership.

## Trayectoria

### Everton
Dowell se unió a la academia del Everton a la edad de 7 años,  y luego de progresar en las inferiores y en el equipo reserva, debutó con el primer equipo el 11 de diciembre de 2014 contra el FC Krasnodar en la Liga Europea de la UEFA. Fue su único partido en su primera temporada con el club, donde al término de esta firmó su primer contrato profesional.
Para la temporada 2015-16 se le asignó el dorsal 51. Y luego de sus buenas actuaciones con el equipo reserva, debutó en la Premier League el 30 de abril de 2016 como sustituto de Ross Barkley en la victoria 2-1 en casa ante el Bournemouth. Dos meses después de su debut, renovó contrato con el Everton por tres años.
Con la escuadra sub-23 del club ganó el título de la Premier League 2, donde jugó 22 encuentros y anotó dos goles.

#### Cesiones
El 3 de agosto de 2017 fue cedido al Nottingham Forest de la EFL Championship por toda la temporada.
Debutó en la victoria por la mínima ante el Millwall, en la primera jornada de la liga. Anotó su primer gol para el Forest el 12 de agosto de 2017 en la victoria 4-3 al Brentford. El 28 de octubre de 2017 anotó una tripleta al Hull City, el Forest ganaría por 3-2. Esta hazaña del jugador fue elogiada por la prensa de Nottingham y los hinchas del club.
Se fue a préstamo al Sheffield United el 2 de enero de 2019 por el resto de la temporada.
El 11 de julio de 2019 fue cedido una temporada al Derby County.
El 3 de enero de 2020, tras cancelarse su cesión en el Derby County, fue cedido al Wigan Athletic hasta final de temporada.

### Norwich City
En julio de 2020 se desvinculó definitivamente del conjunto de Liverpool y firmó por tres temporadas con el Norwich City F. C. Pasado ese tiempo dejó el club y se marchó al Rangers F. C.
Después de un año y medio en Escocia, el 27 de enero de 2025 regresó a Inglaterra para jugar como cedido en el Birmingham City F. C. hasta junio.

## Selección nacional
Luego de representar a Inglaterra en categorías menores, debutó con la selección de Inglaterra sub-20 en el empate 2-2 contra Brasil. Fue parte del plantel sub-20 que jugó la Copa Mundial de Fútbol Sub-20 de 2017 en Corea del Sur, torneo que Inglaterra ganaría y donde Dowell jugó en la final contra Venezuela.
Fue llamado a la selección sub-21, y debutó en el empate 1-1 ante Países Bajos sub-21 el 1 de septiembre de 2017.

## Vida personal
Dowell creció siendo simpatizante del Everton, club donde comenzó su carrera, y es un admirador de Mikel Arteta. En su paso por la academia del Everton, fue recogepelotas a los 14 años.

## Estadísticas
Actualizado al último partido disputado el 3 de mayo de 2025.
| Club                               | Div.          | Temporada     | Liga  | Liga  | Copas nacionales | Copas nacionales | Copas internacionales | Copas internacionales | Total | Total |
| Club                               | Div.          | Temporada     | Part. | Goles | Part.            | Goles            | Part.                 | Goles                 | Part. | Goles |
| ---------------------------------- | ------------- | ------------- | ----- | ----- | ---------------- | ---------------- | --------------------- | --------------------- | ----- | ----- |
| Everton F. C. Inglaterra           | 1.ª           | 2014-15       | 0     | 0     | 0                | 0                | 1                     | 0                     | 1     | 0     |
| Everton F. C. Inglaterra           | 1.ª           | 2015-16       | 2     | 0     | 0                | 0                | —                     | —                     | 2     | 0     |
| Everton F. C. Inglaterra           | 1.ª           | 2016-17       | 0     | 0     | 0                | 0                | —                     | —                     | 0     | 0     |
| Nottingham Forest F. C. Inglaterra | 2.ª           | 2017-18       | 38    | 9     | 5                | 1                | —                     | —                     | 43    | 10    |
| Nottingham Forest F. C. Inglaterra | Total club    | Total club    | 38    | 9     | 5                | 1                | 0                     | 0                     | 43    | 10    |
| Everton F. C. Inglaterra           | 1.ª           | 2018-19       | 0     | 0     | 2                | 0                | —                     | —                     | 2     | 0     |
| Everton F. C. Inglaterra           | Total club    | Total club    | 2     | 0     | 2                | 0                | 1                     | 0                     | 5     | 0     |
| Sheffield United F. C. Inglaterra  | 2.ª           | 2018-19       | 16    | 2     | 1                | 0                | —                     | —                     | 17    | 2     |
| Sheffield United F. C. Inglaterra  | Total club    | Total club    | 16    | 2     | 1                | 0                | 0                     | 0                     | 17    | 2     |
| Derby County F. C. Inglaterra      | 2.ª           | 2019-20       | 10    | 0     | 0                | 0                | —                     | —                     | 10    | 0     |
| Derby County F. C. Inglaterra      | Total club    | Total club    | 10    | 0     | 0                | 0                | 0                     | 0                     | 10    | 0     |
| Wigan Athletic F. C. Inglaterra    | 2.ª           | 2019-20       | 12    | 5     | 1                | 0                | —                     | —                     | 13    | 5     |
| Wigan Athletic F. C. Inglaterra    | Total club    | Total club    | 12    | 5     | 1                | 0                | 0                     | 0                     | 13    | 5     |
| Norwich City F. C. Inglaterra      | 2.ª           | 2020-21       | 24    | 5     | 2                | 1                | —                     | —                     | 26    | 6     |
| Norwich City F. C. Inglaterra      | 1.ª           | 2021-22       | 19    | 1     | 5                | 0                | ―                     | ―                     | 24    | 1     |
| Norwich City F. C. Inglaterra      | 2.ª           | 2022-23       | 24    | 5     | 2                | 0                | ―                     | ―                     | 26    | 5     |
| Norwich City F. C. Inglaterra      | Total club    | Total club    | 67    | 11    | 9                | 1                | 0                     | 0                     | 76    | 12    |
| Rangers F. C. Escocia              | 1.ª           | 2023-24       | 12    | 2     | 1                | 0                | 3                     | 0                     | 16    | 2     |
| Rangers F. C. Escocia              | 1.ª           | 2024-25       | 12    | 0     | 2                | 0                | 2                     | 0                     | 16    | 0     |
| Rangers F. C. Escocia              | Total club    | Total club    | 24    | 2     | 3                | 0                | 5                     | 0                     | 32    | 2     |
| Birmingham City F. C. Inglaterra   | 3.ª           | 2024-25       | 19    | 5     | 4                | 0                | ―                     | ―                     | 23    | 5     |
| Birmingham City F. C. Inglaterra   | Total club    | Total club    | 19    | 5     | 4                | 0                | 0                     | 0                     | 23    | 5     |
| Total carrera                      | Total carrera | Total carrera | 188   | 34    | 25               | 2                | 6                     | 0                     | 219   | 36    |
| 1. 2.                              |               |               |       |       |                  |                  |                       |                       |       |       |

## Palmarés

### Títulos nacionales
| Título                     | Club          | País    | Año     |
| -------------------------- | ------------- | ------- | ------- |
| Copa de la Liga de Escocia | Rangers F. C. | Escocia | 2023-24 |

### Títulos internacionales
| Título                        | Club (*)                       | País          | Año  |
| ----------------------------- | ------------------------------ | ------------- | ---- |
| Copa Mundial de Fútbol Sub-20 | Selección sub-20 de Inglaterra | Corea del Sur | 2017 |

(*) Incluyendo la selección.